# Erodium chevallieri
Erodium chevallieri är en näveväxtart som beskrevs av G.G. Guittonneau. Erodium chevallieri ingår i släktet skatnävor, och familjen näveväxter. Inga underarter finns listade i Catalogue of Life.